# Diplotaxis zeteki
Diplotaxis zeteki är en skalbaggsart som beskrevs av Patricia Vaurie 1958. Diplotaxis zeteki ingår i släktet Diplotaxis och familjen Melolonthidae. Inga underarter finns listade i Catalogue of Life.